# أنصار إبراهيم
أنصار إبراهيم الملقب ب"أنكو"، هو لاعب كرة قدم مالديفي ولد في 25 فبراير 1995 في جزر المالديف. يلعب في الدوري الديفيهي لصالح نادي النسور ويلعب مع منتخب المالديف الوطني. يجيد اللعب في خط الوسط. على المستوى الدولي شارك لأول مرة في منتخب المالديف الوطني لكرة القدم في عام 2015. وسجل عدة أهداف مع نادي النسور وهو واحد من أفضل المواهب الشابة في جزر المالديف.

## روابط خارجية
- أنصار إبراهيم على موقع قاعدة بيانات كرة القدم.إي يو (الإنجليزية)
- أنصار إبراهيم على موقع Soccerway.com (الإنجليزية)